# Las Provincias
Las Provincias (en espagnol, littéralement « Les Provinces ») est un quotidien généraliste de diffusion régionale fondé en 1866 et édité à Valence, en Espagne, de tendance régionaliste et libéral-conservatrice,. Il est le doyen des titres de presse valenciens.
Depuis la Transition démocratique espagnole, il s’est distingué par sa ligne éditoriale anticatalaniste et pour être le principal instrument de diffusion du blavérisme.
Las Provincias appartient au groupe Vocento depuis 2000.

## Histoire

### Antécédent:La Opinión
L’antécédent direct de Las Provincias est le journal La Opinión, lancé en 1860 par Luis de Loma et Mariano Carreras, d'orientation progressiste.
La Opinión fit immédiatement face à d’importantes difficultés financières et se trouva presque en banqueroute tout juste un an après son lancement. En 1861, José Campo, marquis de Campo, financier et homme politique nouvellement installé à Madrid en fit l'acquisition dans l'objectif « de s’assurer dans son ancienne zone d'influence un moyen de communication favorable à ses intérêts » et confia sa direction au journaliste Teodor Llorente.

### Première période: direction de Llorente
Las Provincias fut lancé le 31 janvier 1866 — à la fin du règne d'Isabelle II — par Llorente et l’imprimeur Josep Domènech i Taverner, qui avaient fait l'acquisition du journal La Opinión, dont le propriétaire José Campo avait conditionné la vente à un changement de titre et de manchette.
Llorente se basa sur d’autres titres de presse indépendants, comme l’influent Diario de Barcelona de Joan Mañé. L’une des lignes éditoriales du nouveau journal, héritée de l’étape de Llorente à La Opinión, fut la défense des « provinces », comprise comme la revendication d’une plus grande décentralisation « sociale et morale » de l’État espagnol. Llorente souhaitait que le titre reflète l’aspiration fondamentale du journal d’être le porte-parole dans la presse espagnole de ce qui se passait et de ce que l’on pensait dans les provinces, c’est-à-dire hors de Madrid. Cette ligne éditoriale lui valut les critiques de périodiques madrilènes comme La Época. Une illustration de cette volonté se retrouve dans le sous-titre du journal : Diario de Valencia,.
Dès le départ, le journal se veut également un relai des intérêts de la bourgeoisie aisée de la capitale valencienne, représentée tout d’abord par le marquis de Campo puis par la famille Domènech. Les objectifs du nouveau périodique reflète les aspirations de cette classe sociale, qu’il résumait en une douzaine de points : apolitisme de parti, libéralisme, défense des droits individuels, pragmatisme politique favorable à l'établissement d’alliances, indépendance des institutions de l’État monarchique ou de l'Église, strict respect de l'ordre légal, décentralisation, intérêt pour la question sociale, défense de la morale traditionnelle, et défense et promotion des intérêts et des cultures des trois provinces valenciennes — Valence, Alicante et Castellón —.
La majorité des collaborateurs du journal étaient d’anciens journalistes de La Opinión — dans sa deuxième période — ou d’autres titres de presse valenciens, ou bien des collaborateurs de Campo ou de ses entreprises, dont une bonne part était d’anciens modérés.
Le traitement donné par Las Provincias à différentes affaires politiques et sociales conféra un grand prestige à son directeur, à tel point que Víctor Balaguer attribuait la chute du troisième gouvernement de Cánovas del Castillo à un article publié par Llorente le 4 janvier 1881.
Le journal fit une grande publicité par la couverture qu’il donna aux convocations des Jeux floraux de Barcelone et de Valence, notamment à travers la publication d’annonces. De façon plus générale, Las Provincias donna de la visibilité à certaines thématiques liées au régionalisme, au valencianisme ou à la normalisation de la langue valencienne, en publiant des réflexions sur ces sujets qui suscitèrent parfois la polémique. Il fut de fait le périodique le plus sensible envers le mouvement de « renaissance » littéraire de la langue catalane, la Renaixença. Il conserva cette ligne durant le franquisme, par exemple en faisant l’éloge des initiatives de Lo Rat Penat dès les années 1950.
En 1872, il fusionna avec Diari Mercantil. La même année, il est le journal ayant la plus grande diffusion dans la région, avec 3 000 souscripteurs et un tirage atteignant 3 500 exemplaires.
La première ligne téléphonique installée dans la ville de Valence fut celle de la rédaction de Las Provincias, en janvier 1878.
Il publie depuis 1880 son almanach.
Au début du XXe siècle, Las Provincias est un média influent avec une grande présence dans la vie locale.
En 1904, en raison de problèmes économiques et de santé, Llorente vendit le journal à l’imprimeur Frederic Doménech. Llorente devint directeur honorifique de Las Provincias mais sa direction effective fut assurée par son fils, Teodoro Llorente Falcó.
À la mort de son fondateur en 1911, les écrivains catalans affirmèrent dans l’Annuaire de l’Institut d’Estudis Catalans que Las Provincias avait supposé une transformation de la presse espagnole publiée hors de Madrid, en la rendant plus autonome, tout en soulignant la justice avec laquelle Llorente et son journal avaient traité les questions relatives à la Catalogne, se faisant le relai de revendications de la culture catalane et en publiant des chroniques favorables envers les évènements les plus importants du mouvement catalaniste. Le journal fit une importante promotion d’auteurs comme Jacint Verdaguer, Víctor Balaguer ou Jaume Collell.

### De la mort de Teodor Llorente à la guerre civile
En 1920, le tirage de Las Provincias s’élevait à 10 000 exemplaires, ce qui constitue un net progrès, bien qu’il restât loin derrière son principal rival, El Mercantil Valenciano, et même inférieur à celui du Diario de Valencia.
En 1921, le journal fit l’acquisition d’une nouvelle machine rotative, lui permettant de publier quotidiennement 8 pages. Cinq ans plus tard, il devint le pionnier de la bande dessinée valencienne en publiant un supplément infantile homonyme à celui qu’éditait alors le journal conservateur madrilène ABC, Gente Menuda (es).
Au cours de la dictature de Primo de Rivera (1923-1930), il dut rapidement faire face à la censure du régime, qui réprimait sa défense de l’instauration d’une mancommunauté valencienne similaire à celle de Catalogne.
À la suite du coup d'État de juillet 1936, il se montra fidèle à la République. Sa publication fut néanmoins interrompue durant la guerre civile (1936-1939), ses locaux se trouvant réquisitionnés par les républicains pour publier l’organe d’expression du comité unifié de l’UGT et de la CNT.

### Le franquisme
Une fois la guerre terminée, la publication de Las Provincias fut de nouveau autorisée à partir le 15 avril 1939 sous la direction de Llorente i Falcó. Il devint le relai contraint de la propagande du régime franquiste, qui réalisa une purge considérable des journalistes de la région. Assez rapidement toutefois, sous l’influence de Teodoro Llorente, le journal défendit « un valencianisme prudent immergé dans un espagnolisme exalté [qui] fut consenti par les autorités ».
En 1953, Las Provincias est cité, avec d’autres organisations comme Lo Rat Penat et l’athénée mercantile de Valence (es), dans un rapport de la délégation du ministère de l’information et du tourisme (en) pointant du doigt des entités réalisant des activités « régionalistes », que le régime surveillait de près car il les considérait comme source de possible « séparatisme » et sur lesquels il exerçait une censure rigoureuse. Les autres piliers idéologiques du journal, dirigé par Martín Domínguez Barberá, le libéralisme économique et la monarchie, le situent alors dans une position de relative dissidence par rapport au régime dans sa première phase.
À la suite de la grande inondation de Valence d'octobre 1957, Domínguez Barberá devint, avec le maire, Trénor Azcárraga, l'une des voix les plus exigeantes auprès des autorités franquistes pour réclamer l'aide qui n'arrivait pas pour la ville et les victimes. Il le fit par écrit à travers le journal, provoquant des frictions répétées avec la censure, mais aussi par sa voix dans le célèbre discours «Cuando enmudecen los hombres... hablan las piedras» (« Quand les hommes se taisent... les pierres parlent »), qu'il prononça lors de la cérémonie de proclamation de la fallera major le 16 mars 1958. Cet épisode, ainsi que d’autres actions, le placèrent sous les feux des projecteurs des autorités du régime. Devant la menace du régime de lui retirer l'allocation de papier pour l'impression du journal, il fut contraint de démissionner et d'abandonner sa rédaction. Trénor sera aussi destitué par Franco pour des motifs similaires en 1958.
En 1962, le journal fut l'un des principaux participant à la campagne de presse menée contre le livre El País Valenciano de Joan Fuster. Différents auteurs considèrent que l'origine de la polémique résidait dans la contrariété suscitée par le choix de Fuster comme auteur pour réaliser le guide auprès de José Ombuena, nouveau directeur de Las Provincias qui avait ambitionné d’être sélectionné à sa place par la maison d’édition Editorial Destino,.

### Du début à la fin des années 1970: le «printemps» deLas Provincias
Le début des années 1970 marque une évolution dans la ligne éditoriale du journal, qui s'ouvre aux courants les plus progressistes et devient un fervent défenseur de la démocratie contre la dictature en place, une étape souvent appelée «primavera (le « printemps ») de Las Provincias, qui se prolonge jusqu'à la fin de la décennie, moment où le journal revient à ses racines plus conservatrices, jouant un rôle clé et conditionnant dans la vie politique valencienne.
À cette époque, il existait à Valence une certaine culture écologique, introduite par des revues libertaires comme Ajoblanco ou l'organisation écologique Asociación Española para la Ordenación del Medio Ambiente (es) (« Association espagnole pour la gestion de l'environnement », AEORMA), qui en 1970 avait une délégation à Valence. L'urbanisation de la Devesa del Saler, approuvée par l'ayuntamiento de Valence à la fin des années 1960, visait à urbaniser plus de 800 hectares de forêt, ce qui signifiait une perte de biodiversité et la destruction de l'environnement. C'était une époque où le boom touristique et l'augmentation de la population de Valence se traduisaient dans une urbanisation sauvage,. Les projets urbanistiques prévoyaient de transformer l'espace forestier de la Devesa en un méga-complexe urbain doté de services et d'espaces communs tels qu'un hippodrome, un terrain de golf, plusieurs hôtels et des blocs d'habitation. Ces projets suscitent la formation de plateformes citoyennes visant à s'y opposer, Salvem la Devesa (« Sauvons la Devesa » en catalan) et Salvem El Saler, qui auront plusieurs émules au cours des décennies suivantes,,
Dans la paralysation du plan d'urbanisme, le soutien appuyé du journal Las Provincias joua un rôle important, principalement à travers sa sous-directrice, María Consuelo Reyna. À cette époque et sous son impulsion, le journal régional ouvre une étape d'ouverture du journal vers les secteurs progressistes et de nouveaux secteurs sociaux, qui se prolonge jusqu'à la fin de la décennie. Durant la période comprise entre 1972 et la mort du dictateur à l'automne 1975, le journal connaît un renouvellement de son équipe, s'ouvrant à des collaborateurs progressistes issus du milieu universitaire (Josep Vicent Marqués, Trinidad Simó (es) ou Damià Mollà (es)) et apporte son soutien aux luttes et aux mouvements sociaux de la ville de Valence tels que la mobilisation populaire contre l'urbanisation d'El Saler et la revendication du lit du fleuve Turia comme espace vert.
Las Provincias, avec María Consuelo Reyna à sa tête, devient le précurseur médiatique des mobilisations populaires pour El Saler, constituant l'exception dans une situation d'information locale caractérisée par le manque d'esprit critique dans la presse,. Les articles de Reyna donnent une nouvelle dimension au débat autour du devenir d'El Saler, que le journal place parmi ses informations prioritaires et qu'elle présente comme sa croisade personnelle. Il s'agit d'une chronique sous forme d'un éditorial (Reyna assimile souvent son opinion avec la ligne du journal avec des expressions telles que « Nous croyons que le moment est venu de chercher d'urgence des solutions » ou « nous sommes réalistes et nous savons très bien que la Dehesa ne pourra jamais revenir à ce qu'elle fut autrefois », fait souvent usage de l'argumentum ad populum en faisant directement appel aux sentiments des Valenciens en tant que peuple et collectif, dans lesquels la journaliste s'inclut elle-même : « Nous, les Valenciens, sommes ceux qui doivent décider », affirme-t-elle en référence aux aménagements de l'ancien lit du Turia ; ou encore en justifiant ses opinions ou arguments par le nombre de personnes qui les soutiennent : « À travers les nombreuses lettres parvenues au journal, quelques-unes en faveur de l'urbanisation et beaucoup contre la manière dont elle est réalisée, je pense que l'opinion de Valence est claire »,.

### Transition et époque démocratique
Il fut durant la transition démocratique le principal instrument médiatique de diffusion du blavérisme,,,, s’étant depuis distingué par sa ligne éditoriale anticatalaniste et son opposition aux mesures de promotion du valencien,,,,,,. Ce changement de ligne éditoriale est généralement attribué à l’influence de María Consuelo Reyna,,,,,,,,,.
Le 14 septembre 1999 fut annoncée la destitution de Consuelo Reyna, alors que le journal se trouvait dans de graves difficultés financières.

## Almanach
Depuis 1880, Las Provincias publie un volumineux almanach — Almanaque de las Provincias — regroupant toute sorte de textes littéraires ou historiques, qui n’était au départ pas mis en vente séparément mais offert aux souscripteurs.
Il s’agit d’un supplément incluant un calendrier, des tables astronomiques, des prévisions météorologiques, des dates de fêtes et de ferias, ainsi que des guides littéraires et des créations, en prose ou en vers,.
Depuis son lancement et jusqu’à la fin du franquisme, l’almanach de Las Provincias « constitua une collection de résumés annuels de nouvelles, de chroniques d’entités et de spectacles, d’articles et de tous les genres littéraires, mais surtout de poésie ».
Avec la revue fallera Pensat i fet, il s'agit de la seule publication valencienne en langue catalane de portée significative dans les années suivant immédiatement la guerre civile.
Entre l’édition pour 1942 — publiée en 1941 — et la transition démocratique espagnole, l’Almanach publia de nombreux textes — surtout poétiques — en langue vernaculaire d’auteurs originaires de Catalogne — comme Josep Romeu (ca), Agustí Esclassans, Rosa Leveroni (en), Pere Ribot (ca), Josep Maria López-Picó, Josep Maria Boix (es), Joan Llongueras (es), Roser Matheu, Manel Bertran i Oriola (ca), Maria Teresa Vernet (es), Josep Palau i Fabre — ou des îles Baléares — Miquel Dolç (es), Maria Antònia Salvà, Guillem Colom (es), Miquel Ferrà, Miquel Gayà, Antoni Pons (ca) —. La plupart de ces collaborations furent conclues par l’intermédiaire de Xavier Casp et Miquel Adlert, leaders du groupe Torre, qui maintenaient des contacts assidus avec les milieux littéraires des autres régions du domaine catalanophone. Tous ces auteurs, grâce à la plus grande tolérance du franquisme au Pays valencien, avaient ainsi la possibilité de publier dans l’almanach leurs poèmes qui, bien qu’identiques, étaient censurés dans leurs régions d’origine, surtout dans les premières années du régime.
L’almanach représenta l’un des rares espaces de confluence entre la génération des écrivains valenciens d'avant-guerre — Prudenci Alcon i Mateu, Francesc Caballero Muñoz, Pasqual Asins (es), Enric Duran i Tortajada (es), Josep Maria Bayarri, Ramon Andrés (ca), Francesc Almela i Vives, etc. — et celle d’après guerre — Bernat Artola, Vicent Casp i Verger (ca), Enric Soler i Godes (es), Matilde Llòria (ca), Josep Mascarell i Gosp (ca), etc. —, ainsi que d’autres intermédiaires comme Carles Salvador.
C’est dans l’almanach de Las Provincias que le jeune Joan Fuster — qui devint la figure phare du nationalisme valencien, défenseur de la promotion du valencien et des resserrements des liens culturels et politiques avec les autres régions de langue catalane — publia son premier texte en valencien, «Vint-i-cinc anys de poesia valenciana»,,.

## Directeurs du journal
- Teodor Llorente Olivares (1866-1904)
- Teodoro Llorente Falcó (1904-1936 et 1939-1949) (publication interrompue durant la Guerre civile)
- Martín Domínguez Barberá (1949-1958)
- José Ombuena Antiñolo (1958-1992)
- María Consuelo Reyna (1992-1999).
- Francisco Pérez Puche (1999-2002)
- Pedro Ortiz Simarro (2002-2009)
- Julián Quirós (2009-)